# Milesia rex
Milesia rex är en tvåvingeart som beskrevs av Heikki Hippa 1990. Milesia rex ingår i släktet Milesia och familjen blomflugor. Inga underarter finns listade i Catalogue of Life.